# Спиридон (Милиотис)
Епи́скоп Спиридо́н (греч. Επίσκοπος Σπυρίδων, в миру Иоа́ннис Милио́тис, греч. Ιωάννης Μηλιώτης; 1941, Афра, остров Корфу — 31 октября 2013, Греция) — епископ Александрийской православной церкви, титулярный епископ Канопский.

## Биография
Родился в 1941 году в Афре на Корфу (Греция), в семье Евстафия и Александры.
Закончил богословский факультет Афинского университета.
25 декабря 1965 года был рукоположен в сан диакона митрополитом Керкирским Мефодием (Кондостаносом).
26 октября 1975 года был рукоположен во пресвитера митрополитом Кесарианским Георгием (Прокописом).
В 1998 году перешёл в клир Александрийской Православной Церкви, где первоначально был назначен настоятелем монастыря Святого Георгия в Старом Каире. Затем был переведён настоятелем в Монастырь святого Саввы Освящённого в Александрии.
1 ноября 2006 года решением Священного Синода Александрийского Патриархата был избран титулярным епископом Канопским.
5 ноября того же года в патриаршем храме святого Саввы был рукоположён во епископа Канопского. Хиротонию совершили: Патриарх Александрийский Феодор II, митрополит Йоханесбургский и Преторийский Серафим (Киккотис), митрополит Ермопольский Николай (Антониу), епископ Мареотидский Гавриил (Равтопулос).
10 апреля 2010 года в Синодальном зале Александрийской Патриархии участвовал в переговорах между Предстоятелями Александрийской и Русской Православных Церквей.
В 2010 году ушёл на покой по состоянию здоровья. Жил в Афинах.
Скончался 31 октября 2013 года. Отпевание и похороны (согласно воле покойного) были совершены на следующий день в Воскресенском монастыре в Лутраки.